# Maria Lisa Cinciari Rodano

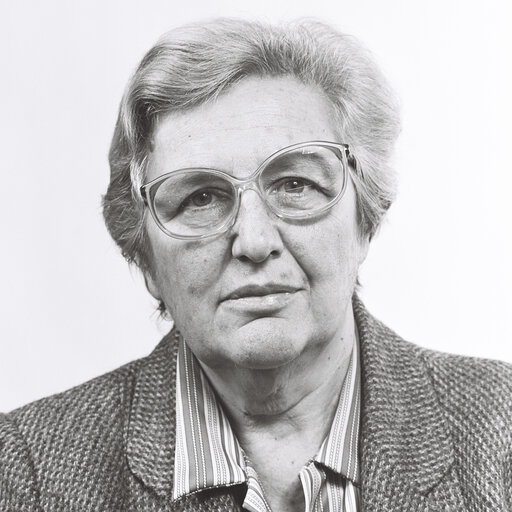
Idősebb kori arcképe

Maria Lisa Cinciari Rodano (Róma, 1921.  január 21. – Róma, 2023. december 2.) olasz politikus, az Európai Parlament képviselője. 

## Életpályája
A La Sapienza Egyetemre járt. 1939-ben a római egyetemen csatlakozott az antifasiszta mozgalomhoz. 1943-ban letartóztatták. Kiszabadulása után a kereszténydemokrata baloldal nőmozgalmának római vezetője volt. 1946-ban belépett a kommunista pártba. 1956-ban a Központi Bizottság tagja lett. Az Olasz Nőszövetség egyik alapító tagja; 1956-tól országos elnöke lett. 1948-tól volt parlamenti képviselő. 1963-ban a képviselőház alelnökévé választották. 1979 és 1989 között az Európai Parlament képviselője  volt.